# Orthotomus nigriceps
Orthotomus nigriceps é uma espécie de ave da família Cisticolidae.
Apenas pode ser encontrada nas Filipinas.